# William Geoffrey Arnott
William Geoffrey Arnott (*  17. September 1930 in Bury, Lancashire; † 1. Dezember 2010) war ein britischer Gräzist.
Arnott besuchte von 1940 bis 1947 die Bury Grammar School und studierte anschließend Classics am Pembroke College, Cambridge. Das Studium schloss er 1952 mit einem First Class B.A. ab. Er gewann dort auch den Porson Prize für Übersetzung in griechische Verse. 1960 wurde er mit einer Dissertation zu dem Komödiendichter Alexis an der Universität Cambridge promoviert. 
Eine erste Anstellung als Lecturer fand Arnott am King’s College der Cambridge University (1960–1963). Daran schloss sich eine Senior Lecturership an der University of Newcastle upon Tyne an (1963–1967), bevor Arnott 1968 den Lehrstuhl für griechische Sprache und Literatur an der University of Leeds erhielt. Dort wurde er 1991 emeritiert und zum Professor emeritus ernannt. Gastprofessuren führten ihn nach British Columbia, Alexandria, Queensland und Bologna. 1973 war er Mitglied des Institute for Advanced Study in Princeton. Im akademischen Jahr 1987/88 war er Visiting Fellow des Gonville and Caius College in Cambridge.
1981 wurde er Mitglied der  Società Italiana per lo Studio dell’Antichità Classica, 1999 Fellow der British Academy.
Ein lebenslanges Hobby war das Beobachten von Vögeln. Arnott gehörte der Ortsgruppe der Royal Society for the Protection of Birds an und war von 1981 bis 1984 Präsident des Leeds Birdwatchers Club. Aus diesem Hobby erwuchs die bislang umfassendste Darstellung der antiken Vogelkunde.
Arnott war mit Vera Arnott verheiratet und hatte mit ihr drei Töchter.

## Forschungsschwerpunkte
Arnott gehörte zum engen Kreis der weltweit führenden Experten auf dem Gebiet der Mittleren (Alexis) und Neuen Komödie (Menander) der Griechen. Die erschöpfende Edition der Fragmente des Alexis geht auf Arnotts Dissertation zurück. Von 1979 bis 2000 legte er die nunmehr maßgebliche Gesamtausgabe der Komödien des Menander in der Loeb Classical Library samt Erläuterungen und Übersetzung vor, eines Dichters, dessen Stücke erst im 20. Jahrhundert durch ausgiebige, aber auch schwer zu entziffernde und einzuordnende Papyrusfunde wieder im einzelnen bekannt wurden. Weitere Arbeitsgebiete waren Euripides, die hellenistischen Dichter, der griechische Roman, Aristainetos, Athenaios und die antike Ornithologie.

## Schriften (Auswahl)
Monographien
- Birds in the ancient world from A to Z. Routledge, London, New York 2007. – Rez. von Roberto Batisti, in: Eikasmós 19, 2008, 517–519, (online).
- Menander, Plautus, Terence. Clarendon Press, Oxford 1975.

Texteditionen, Kommentare und Übersetzungen
- Menander. In three volumes. Edited and translated by W. G. Arnott. Harvard University Press, Cambridge, MA – London. Vol. I: Aspis. Georgos. Dis Exapaton. Dyskolos. Encheiridion. Epitrepontes. 1979 (Loeb Classical Library 132); Vol. II: Heros. Theophoroumene. Karchedonios. Kitharistes. Kolax. Koneiazomenai. Leukadia. Misoumenos. Perikeiromene. Perinthia. 1996 (Loeb Classical Library 459), (online); Vol. III: Samia. Sikyonioi. Synaristosai. Phasma. Unidentified Fragments. (Loeb Classical Library 460). – Rez. von Bd. III durch Sander Goldberg, in: Bryn Mawr Classical Review 2001.05.16
- Alexis. The fragments. A commentary. Cambridge University Press, Cambridge 1996 (Cambridge Classical Texts and Commentaries), (Auszüge online).
- Menander’s Dyskolos or The man who didn’t like people. Translated into English prose by W. G. Arnott. Athlone Press, London 1960.

Artikel
- Humour in Menander. In: Siegfried Jäkel u. a. (Hrsg.): Laughter Down the Centuries. 3. Band. Turun Yliopisto, Turku 1997, ISBN 951-29-1006-3 (Turun Yliopiston julkaisuja Sarja B, Humaniora 221), S. 65–79.
- Menander and earlier drama. In: John H. Betts u. a. (Hrsg.): Studies in Honour of T. B. L. Webster. Band 1. Bristol Classical Press, Bristol 1986, ISBN 0-86292-193-7, S. 1–9.